# Piráti a Starostové
Piráti a Starostové byla česká středová liberální volební koalice složená z České pirátské strany (Piráti) a hnutí Starostové a nezávislí (STAN), která ve volbách do Poslanecké sněmovny v říjnu 2021 skončila třetí ziskem 15,6 % hlasů. Z 37 mandátů získalo díky kroužkování 33 poslanců hnutí STAN a pouze 4 poslance Piráti.
Koalice byla schválena nejprve Starosty 7. ledna a poté i Piráty 12. ledna 2021, kdy se pro koalici vyjádřilo 668 členů strany a 156 členů volilo ukončení jednání. Dne 21. ledna byla smlouva podepsána oběma stranami.
Strany koalice vytvořily ve Sněmovně samostatné kluby, vedly však společný povolební postup. S vítěznou koalicí SPOLU sestavily vládu Petra Fialy jmenovanou 17. prosince 2021. Koalice SPOLU v ní obsadila 11 ministerských postů, Piráti a Starostové 7, z toho Piráti 3 a Starostové 4 posty.
Ve volebním období 2021–2025 koalice fakticky existovala do září 2024 v rámci mechanismů volební koaliční smlouvy i povolební koaliční smlouvy o vládě. Pro komunální a senátní volby 2022 – na rozdíl od koalice SPOLU – už strany společný postup nezvolily. V listopadu 2023 pirátský předseda, vicepremiér a ministr Ivan Bartoš uvedl, že „koalici vnímá jako projekt na jedno volební období“. Po jeho odvolání z vlády v září 2024, oznámili Piráti odchod z kabinetu. Zbylí dva ministři nominovaní za Piráty podali 1. října 2024 demisi. Ministr zahraničí Jan Lipavský vystoupil ze strany a v kabinetu setrval. Členové za STAN ve Fialově vládě zůstali.

## Historie
O koalici alespoň části opozičních demokratických stran se začalo hovořit už po roce 2017, důvodem byl tehdy zejména znevýhodňující volební systém pro malé strany. V průběhu roku 2020 se začalo spekulovat o koalici České pirátské strany a hnutí Starostové a nezávislí (STAN). Tato dvě uskupení si již pod názvem Piráti a Starostové spolupráci vyzkoušela v krajských volbách roku 2020 v Olomouckém kraji, kde získala post hejtmana pro Josefa Suchánka.
Na začátku října hnutí STAN odsouhlasilo jednání s Piráty o koalici, což později, 23. listopadu, obdobně schválili členové Pirátů vnitrostranickým referendem. Pro koalici hlasovalo 81 % členů, účast byla 80 %. Následně byl vytvořen návrh koaliční smlouvy, který byl představen 22. prosince 2020. V lednu 2021 koaliční smlouvu oba subjekty schválily, následně byli představeni lídři v jednotlivých krajích. Na počátku roku 2021 byla zvažována rovněž účast Strany zelených na projektu, Piráti a Starostové však nakonec účast Zelených odmítli.
V první polovině roku 2021 průzkumy veřejného mínění předpovídaly koalici vítězství ve volbách, pak však začalo uskupení, klesat a dostalo se až na třetí příčku v průzkumech s preferencemi okolo 20 % hlasů.
Od začátku spolupráce měla koalice dva lídry, Ivana Bartoše (kandidáta na premiéra) a Víta Rakušana (kandidáta na vicepremiéra). V průběhu kampaně se v reakci na klesající oblibu Pirátů a rostoucí oblibu Starostů pozice obou lídrů vyrovnaly, respektive pozice Víta Rakušana a hnutí STAN posílila.[zdroj?]

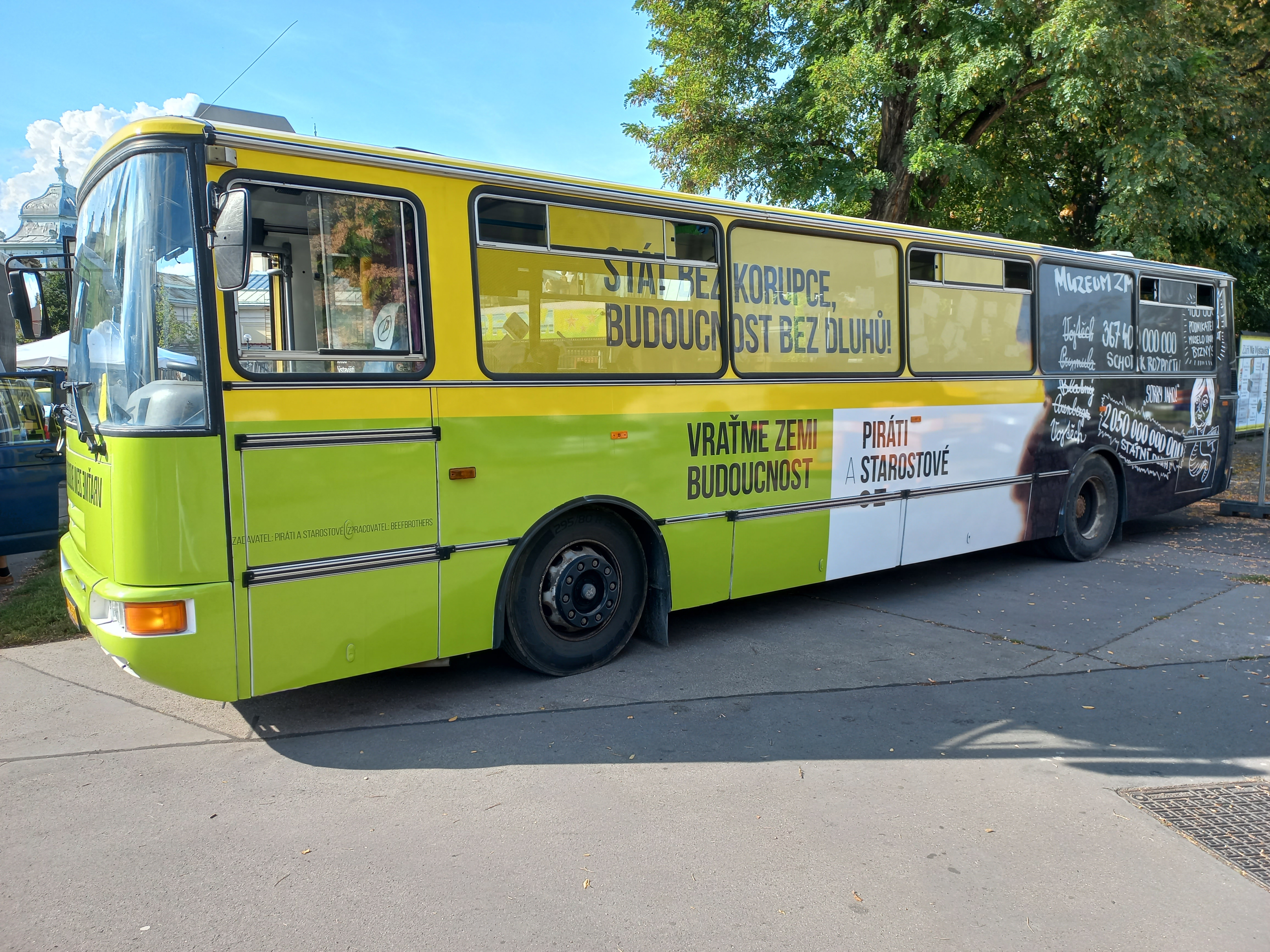
Předvolební autobus Pirátů a Starostů s Muzeem korupce
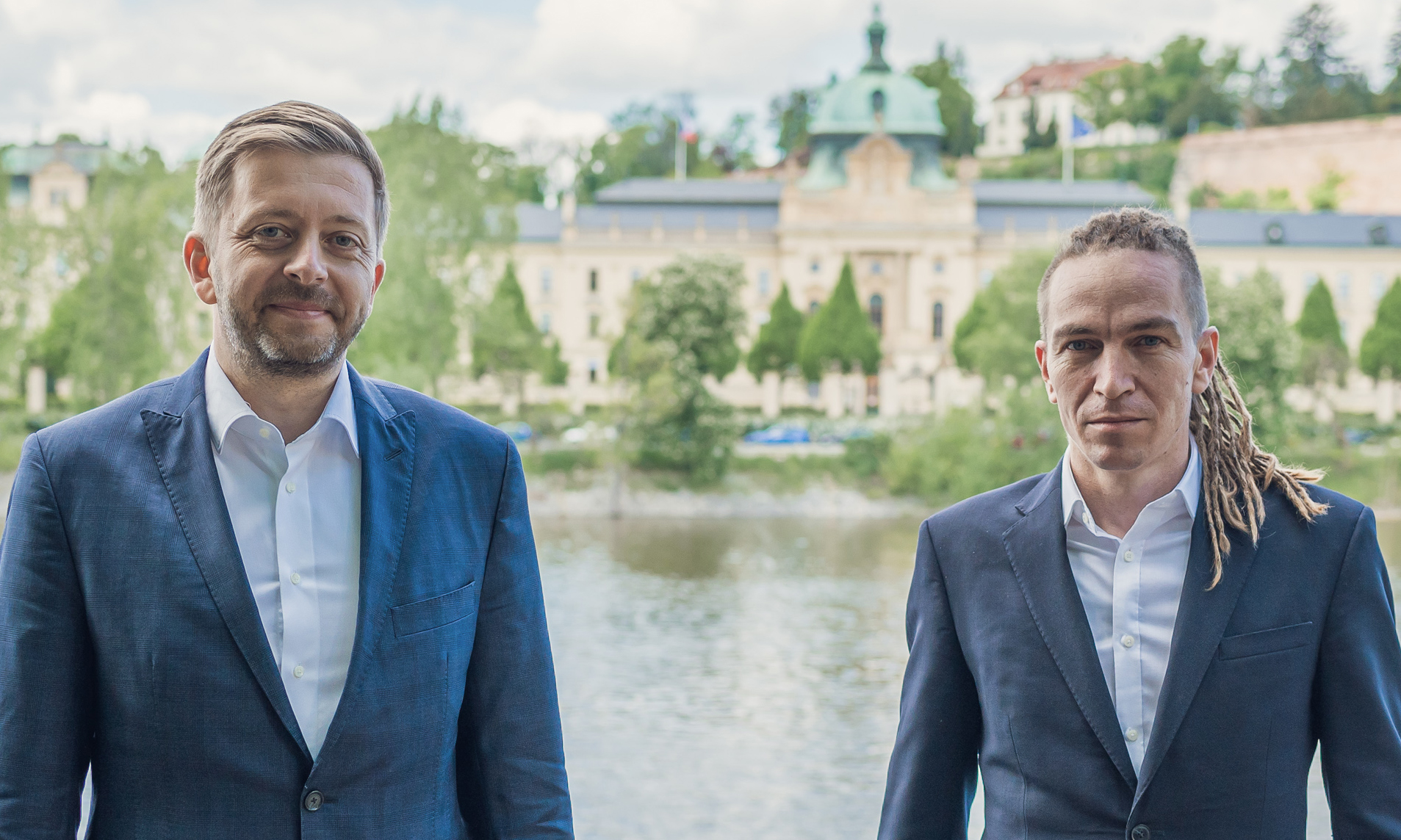
Vicelídr Vít Rakušan (vlevo) a lídr koalice Ivan Bartoš (vpravo), květen 2021
- Koaliční smlouva Pirátů a Starostů

## Složení
| Název | Název                  | Ideologie         | Pozice               | Lídr        | Sněmovní volby 2021 |
| ----- | ---------------------- | ----------------- | -------------------- | ----------- | ------------------- |
|       | Česká pirátská strana  | pirátská politika | střed až středolevá  | Ivan Bartoš | 4/200               |
|       | Starostové a nezávislí | liberalismus      | střed až středopravá | Vít Rakušan | 33/200              |

## Lídři v krajích pro volby v roce 2021
| Kraj            | Lídr  | Lídr              | Lídr   | Dvojka kandidátky | Dvojka kandidátky | Dvojka kandidátky | Trojka kandidátky | Trojka kandidátky | Trojka kandidátky | Výsledky Piráti a STAN v roce 2017 dohromady | Výsledky Piráti a STAN v roce 2017 dohromady | Výsledky koalice Piráti a STAN v roce 2021 | Výsledky koalice Piráti a STAN v roce 2021 |
| Kraj            | Jméno | Jméno             | Strana | Jméno             | Jméno             | Strana            | Jméno             | Jméno             | Strana            | Hlasů                                        | Mandátů                                      |                                            |                                            |
| --------------- | ----- | ----------------- | ------ | ----------------- | ----------------- | ----------------- | ----------------- | ----------------- | ----------------- | -------------------------------------------- | -------------------------------------------- | ------------------------------------------ | ------------------------------------------ |
| Praha           |       | Olga Richterová   | Piráti |                   | Jakub Michálek    | Piráti            |                   | Jan Lacina        | STAN              | 22,6 %                                       | 6/24                                         | 22,6 %                                     | 6/24                                       |
| Středočeský     |       | Vít Rakušan       | STAN   |                   | Klára Kocmanová   | Piráti            |                   | František Kopřiva | Piráti            | 20,2 %                                       | 5/26                                         | 19,5 %                                     | 6/26                                       |
| Jihočeský       |       | Lukáš Kolařík     | Piráti |                   | Viktor Vojtko     | STAN              |                   | Josef Soumar      | Piráti            | 15,1 %                                       | 1/13                                         | 13,5 %                                     | 2/13                                       |
| Plzeňský        |       | Josef Bernard     | STAN   |                   | Daniel Kůs        | Piráti            |                   | Lukáš Bartoň      | Piráti            | 14,9 %                                       | 1/11                                         | 13,9 %                                     | 2/11                                       |
| Karlovarský     |       | Petr Třešňák      | Piráti |                   | Jan Kuchař        | STAN              |                   | Vítězslav Adamec  | Piráti            | 15,3 %                                       | 1/5                                          | 14,2 %                                     | 1/5                                        |
| Ústecký         |       | Ivan Bartoš       | Piráti |                   | Lukáš Blažej      | Piráti            |                   | Petr Liška        | STAN              | 11,9 %                                       | 1/13                                         | 14,0 %                                     | 2/13                                       |
| Liberecký       |       | Jan Farský        | STAN   |                   | Tomáš Martínek    | Piráti            |                   | Jan Berki         | SLK (STAN)        | 24,2 %                                       | 2/8                                          | 21,4 %                                     | 2/8                                        |
| Královéhradecký |       | Martin Jiránek    | Piráti |                   | Josef Cogan       | STAN              |                   | Michal Čepelka    | Piráti            | 15,8 %                                       | 1/11                                         | 15,1 %                                     | 2/11                                       |
| Pardubický      |       | Mikuláš Ferjenčík | Piráti |                   | Jiří Hájek        | STAN              |                   | Libuše Vévodová   | Piráti            | 15,5 %                                       | 1/10                                         | 14,1 %                                     | 2/10                                       |
| Vysočina        |       | Blanka Lednická   | Piráti |                   | Lukáš Vlček       | STAN              |                   | Jan Pošvář        | Piráti            | 14,2 %                                       | 1/10                                         | 13,5 %                                     | 1/10                                       |
| Jihomoravský    |       | Radek Holomčík    | Piráti |                   | Jana Krutáková    | STAN              |                   | Tomáš Vymazal     | Piráti            | 12,7 %                                       | 3/23                                         | 14,2 %                                     | 4/23                                       |
| Olomoucký       |       | Tomáš Müller      | STAN   |                   | Vojtěch Pikal     | Piráti            |                   | Viktor Tichák     | Piráti            | 12,9 %                                       | 1/12                                         | 12,4 %                                     | 2/12                                       |
| Zlínský         |       | František Elfmark | Piráti |                   | Petr Gazdík       | STAN              |                   | Zdeněk Třos       | Piráti            | 14,3 %                                       | 2/12                                         | 13,4 %                                     | 2/12                                       |
| Moravskoslezský |       | Lukáš Černohorský | Piráti |                   | Ondřej Polanský   | Piráti            |                   | Daniel Galuszka   | Piráti            | 11,3 %                                       | 2/22                                         | 11,1 %                                     | 3/22                                       |

## Volební výsledek

### Poslanecká sněmovna

Výsledky koalice Piráti a Starostové ve volbách do Poslanecké sněmovny v roce 2021.

| Volby | Hlasy   | Hlasy | Mandáty | Mandáty | Pozice | Postavení |
| Volby | Abs.    | %     | Abs.    | ±       | Pozice | Postavení |
| ----- | ------- | ----- | ------- | ------- | ------ | --------- |
| 2021  | 839 776 | 15,6  | 37/200  | ▲9      | ▬3.    | Koalice   |

### Zastupitelstvo Olomouckého kraje
| Volby | Hlasy  | Hlasy | Mandáty | Mandáty | Pozice | Postavení |
| Volby | Abs.   | %     | Abs.    | ±       | Pozice | Postavení |
| ----- | ------ | ----- | ------- | ------- | ------ | --------- |
| 2020  | 36 549 | 19,5  | 13/55   | ▲8      | ▲2.    | Koalice   |